# 須賀川市立博物館
須賀川市立博物館（すかがわしりつはくぶつかん）は、福島県須賀川市にある博物館。翠ケ丘公園内に立地している。

## 概要
1970年（昭和45年）に開館した須賀川市の市立博物館。館内では須賀川市の歴史をテーマにした美術・考古資料などの常設展示が行われていて、主な展示品として国の重要文化財の「米山寺経塚出土品」（日枝神社蔵）や、重要美術品の絹本著色「釈迦如来十六羅漢図」などがある。
施設の運営は1980年（昭和55年）に開館した須賀川市歴史民俗資料館（須賀川市長沼）と一体化して行われている。

## 利用情報
開館時間
- 9時 - 17時（入館は16時30分まで）

休館日
- 月曜日、祝日の翌日（土曜日・日曜日を除く）

入館料
- 200円

## アクセス
電車
- JR東北本線 須賀川駅より福島交通バスで宮先町バス停下車後徒歩約5分

自動車
- 東北自動車道 須賀川ICより車で約10分

## 参考
- 須賀川市立博物館 須賀川市の観光スポット：るるぶ.com